# ابن إياس
 زين العابدين محمد بن أحمد المعروف بـ بن إياس الحنفي ويكنى بـ " أبو البركات هو مؤرخ مصري ولد في القاهرة سنة 1448م وتوفي بها سنة 1523م يعد من أشهر وأهم المؤرخين الذين أرّخوا للعصر المملوكي ولاسيما في الفترة الأخيرة منه. يُعدُّ كتابه بدائع الزهور في وقائع الدهور (5 أجزاء في 6 مجلدات) أهم مؤلفاته وأرّخ فيه لتاريخ مصر الضخم من بداية التاريخ وحتى سنة 1522م.

## نسبه ومولده
- هو محمد بن شهاب الدين بن أحمد بن إياس أبو البركات الحنفي من أشهر شراكسة مصر في أواخر دولة السلطنة الشركسية وينتمي إلى قبيلة «أباظة» الشركسية. وُلد في القاهرة سنة 852 هـ / 1448م توفي في القاهرة سنة 930 هـ / 1523م).[3]
- عالم ومؤرخ مصري من المماليك، كان أبوه متصلاً بالأمراء وأرباب الدولة، وجده الأمير إياس الفخر الظاهري من مماليك الظاهر سيف الدين برقوق وعمل دواداراً في عهد الناصر فرج بن برقوق. عاصر السيوطي الذي كان أحد شيوخه. ألّف في التاريخ والجغرافيا ونظم الشعر. ، وعاصر حكم السلطان الغوري لمصر وهو حفيد الأمير إياس الفخري الظاهري الذي كان يعمل لدى السلطان برقوق الشركسي وأبوه شهاب الدين أحمد من مشاهير أولاد الناس (أي الأبناء من سلالة المماليك المولودين في مصر).
- وشهد الفتح العثماني. يعد كتابه «بدائع الزهور في وقائع الدهور» من أهم المصادر عن تلك الفترة.
- كان يهوى الشعر ويستشهد به، سواءً كان له أم لغيره، إضافة إلى الحكم والأمثال والقرآن والسنة والمأثورات الشفاهية والمكتوبة. له أُسلوب مميز في الوصف يحتوي على إنشاء مؤثرة، ويكتب ببساطة ووضوح بـ اللغة العربية.
- امتاز تدوينه للوقائع التاريخية عن غيره من المؤرخين بالنزاهة والموضوعية وإثبات الحقيقة دون مُحاباة أو تحيّز لإستخلاص العبر من مجريات التاريخ مع أنّه كان يكتب تاريخ عصرٍ كان قومه من الشراكسة هم حكامه وسلاطينه، أي تاريخ عصر السلاطين الشراكسة في مصر وبلاد الشام. ومما ساعد المؤرخ الكبير ابن إياس على التفرّغ لتدوين الحوادث التاريخية بموضوعية وحرية أنه كان يعتاش من إقطاع ممنوح له لكونه من أولاد الناس (أبناء الأمراء المماليك).[4]

## مؤلفاته
- بدائع الزهور في وقائع الدهور موسوعة ضخمة في تاريخ مصر الإسلامية، تقع في أحد عشر مجلدا كبيرا والتي تُعرف أحيانا بتاريخ ابن إياس ويُعد الجزء الأخير منه الخاص بالفتح العثماني أهم ما كُتب في موضوعه.
- نشق الأزهار في عجايب الأقطار ويتناول فضائل وجغرافية مصر، الفلك والآثار الفرعونية وملوك مصر الأقدمين. وطرفاً من أخبار بعض الأقطار الأخرى كالحجاز والأندلس. ويسمى كذلك «خريدة العجائب وبغية الطالب».
- عقود الجمان في وقائع الأزمان، وهو مختصر لتاريخ مصر.
- مرجع الدهور.
- نزهة الأمم في العجائب والحكم، وهو تاريخ موجز العالم.

## من نظمه
نظم ابن إياس الشعر وترك من شعره قصيدة طويلة مؤثرة يؤرخ فيها للفتح العثماني لمصر.
منها: